# Martin Sennet Conner
Martin Sennet "Mike" Conner, född 31 augusti 1891 i Hattiesburg, Mississippi, död 16 september 1950 i Jackson, Mississippi, var en amerikansk demokratisk politiker. Han var Mississippis guvernör 1932–1936.
Conner utexaminerades från University of Mississippi och avlade juristexamen vid Yale Law School. Han inledde sin karriär som advokat i Seminary. År 1916 tillträdde han som ledamot av Mississippis representanthus. Han satt där i åtta år och från och med 1920 var han talman.
Conner efterträdde 1932 Theodore G. Bilbo som Mississippis guvernör och efterträddes 1936 av Hugh L. White.
Conner tillträdde 1940 som chef för Southeastern Conference, den sydöstra divisionen inom NCAA. Han avgick 1946 av hälsoskäl. År 1950 avled han och gravsattes i Jackson.